# Абу Хафс Умар II
Абу Хафс Умар II ібн Абу Бакр (араб. أبو حفص عمر بن أبي بكر; д/н — 24 серпня 1347) — 14-й султан і 13-й халіф Держави Хафсідів у 1346—1347 роках.

## Життєпис
Син халіфа Абу Бакра II. Посів трон після смерті останнього в 1346 році. Невдовзі його брат Абу'л-Аббас повстав в Джериді, потім швидко захопив Туніс. Але через 7 днів Абу Хафс Умар II відвоював свою столицю. Його брата було вбито.
Водночас постала значна загроза з боку маринідського султана Абу'л Гасан Алі I, що підкорив центральний Магриб. Він скористався тим, що Абу Бакр II начебто планував передати трон Абу'л Аббасу, а Абу'л Гасан Алі I був гарантом цьому.
У 1347 році почалися бойові дії між Мариіндами і Хафсідами. Але Абу Хафс Умар II не зміг організувати гідний спротив, швидко зазнав поразки. Шейхів арабів та берберів перейшли на бік переможця. В результаті було втрачено Туніс і північну Іфрікію. Халіф втік до Габесу, де його було вбито в серпні 1347 року. Нову боротьбу з загарбниками очолив його брат Ахмад I.